# Seydina Doucouré
Pour les articles homonymes, voir Doucouré.
Seydina Comar Doucouré (né le 10 septembre 1978) est un athlète sénégalais.

## Biographie
Aux Championnats d'Afrique 2002 à Radès, Seydina Doucouré est médaillé de bronze du relais 4 × 400 mètres avec Ousmane Niang, Jacques Sambou et Oumar Loum.
Il est sacré champion du Sénégal du 400 mètres en 2004 et en 2005.